# Thrall (Washington)
Thrall az Amerikai Egyesült Államok északnyugati részén, Washington állam Kittitas megyéjében elhelyezkedő önkormányzat nélküli település.
Thrall postahivatala 1911 és 1915 között működött. A település névadója egy vasúti munkás.

## Fordítás
Ez a szócikk részben vagy egészben  a   Thrall, Washington című angol Wikipédia-szócikk ezen változatának fordításán alapul.  Az eredeti cikk szerkesztőit annak laptörténete sorolja fel. Ez a jelzés csupán a megfogalmazás eredetét és a szerzői jogokat jelzi, nem szolgál a cikkben szereplő információk forrásmegjelöléseként.